# Glyptopimpla prima
Glyptopimpla prima är en stekelart som beskrevs av Morley 1913. Glyptopimpla prima ingår i släktet Glyptopimpla och familjen brokparasitsteklar. Inga underarter finns listade i Catalogue of Life.